# Liste der Kulturdenkmäler in Berndorf (Eifel)
In der Liste der Kulturdenkmäler in Berndorf sind alle Kulturdenkmäler der rheinland-pfälzischen Ortsgemeinde Berndorf aufgeführt. Grundlage ist die Denkmalliste des Landes Rheinland-Pfalz (Stand: 17. Juli 2023).

## Einzeldenkmäler
| Bezeichnung                                 | Lage                           | Baujahr                                       | Beschreibung | Bild                           |
| ------------------------------------------- | ------------------------------ | --------------------------------------------- | --- | ------------------------------ |
| Wohnhaus                                    | Beulerstraße 10 Lage           | 1875                                          | kleines Unterstallhaus, Backofenvorbau, bezeichnet 1875                                                                                           | BW                             |
| Wohnhaus                                    | Beulerstraße 16 Lage           | 1892                                          | Wohnhaus, angeblich von 1892 | BW                             |
| Quereinhaus                                 | Hillesheimer Straße 20 Lage    | 1866                                          | Quereinhaus, bezeichnet 1866, Backofenvorbau | BW                             |
| ehemalige katholische Pfarrkirche St. Peter | Kiefernstraße 4 Lage           | 1513–15                                       | heute Friedhofskapelle; kleiner Saalbau, 1513–15, Westturm 1545; Kirchhof mit Umfassungsmauer; Kriegerdenkmal 1914/18; 14 Kreuzwegstationen, 1898 | weitere Bilder Fotos hochladen |
| Katholische Pfarrkirche St. Peter           | Kirchstraße 1 Lage             | 1927                                          | Saalbau, expressionistischer Einfluss, 1927 | weitere Bilder Fotos hochladen |
| Schul- oder Pfarrhaus                       | Kirchstraße 4 Lage             | Mitte oder zweite Hälfte des 19. Jahrhunderts | ehemalige Schule oder Pfarrhaus (?); fünfachsiger Massivbau, Mitte oder zweite Hälfte des 19. Jahrhunderts                                        | BW                             |
| Quereinhaus                                 | Pastor-Fuhrmann-Straße 17 Lage | zweite Hälfte des 19. Jahrhunderts            | stattliches Quereinhaus, Krüppelwalmdach, zweite Hälfte des 19. Jahrhunderts                                                                      | BW                             |
| Ablasskreuz                                 | südlich des Ortes Lage         | 16. Jahrhundert                               | Nischenkreuz, Sandstein, wohl noch aus dem 16. Jahrhundert                                                                                        | Fotos hochladen                |